# Бер, Памела
Памела Бер, в замужестве Кнаут (нем. Pamela Behr-Knauth; род. 21 сентября 1956, Бад-Хинделанг) — немецкая горнолыжница, специалистка по слалому. Представляла сборную ФРГ по горнолыжному спорту на всём протяжении 1970-х годов, серебряная призёрка чемпионата мира, победительница этапа Кубка мира, семикратная чемпионка западногерманского национального первенства, участница трёх зимних Олимпийских игр.

## Биография
Памела Бер родилась 21 сентября 1956 года в ярмарочной общине Бад-Хинделанг, Бавария. Серьёзно заниматься горнолыжным спортом начала с раннего детства, проходила подготовку под руководством своего отца Зеппа Бера, участника двух Олимпийских игр. Позже тренировалась в Зонтхофене в одноимённом лыжном клубе SC Sonthofen.
В 1971 году в возрасте четырнадцати лет уже вошла в основной состав западногерманской национальной сборной и дебютировала в Кубке мира. Год спустя набрала первые очки в зачёте Кубка мира, на трёх этапах попала в десятку сильнейших, в том числе выиграла серебряную медаль в слаломе (на тот момент ей было всего 15 лет и 178 дней — таким образом она стала самой молодой горнолыжницей в истории, сумевшей завоевать медаль мирового кубка).
Благодаря череде удачных выступлений удостоилась права защищать честь страны на зимних Олимпийских играх 1972 года в Саппоро — в слаломе по сумме двух попыток стала шестой, в гигантском слаломе заняла 25 место, тогда как в скоростном спуске показала 36-й результат.
В сезоне 1972/73 одержала первую и единственную победу в Кубке мира, выиграв состязания по слалому во французском Валь-д’Изере. При этом в итоговом зачёте слалома заняла четвёртое место, а в общем зачёте всех дисциплин расположилась на одиннадцатой строке.
Находясь в числе лидеров главной горнолыжной команды ФРГ, Бер благополучно прошла отбор на Олимпийские игры 1976 года в Инсбруке — на сей раз стартовала исключительно в слаломе, разместившись в итоговом протоколе соревнований на пятой позиции.
После инсбрукской Олимпиады Памела Бер осталась в основном составе национальной сборной Западной Германии и продолжила принимать участие в крупнейших международных соревнованиях. Так, в 1978 году она побывала на домашнем чемпионате мира в Гармиш-Партенкирхене, откуда привезла награду серебряного достоинства, выигранную в слаломе — пропустила вперёд только австрийскую горнолыжницу Леа Зёлькнер.
В 1980 году отправилась представлять страну на Олимпийских играх 1980 года в Лейк-Плэсиде — на сей не смогла финишировать в первой попытке слалома и не показала никакого результата. Вскоре по окончании этой Олимпиады приняла решение завершить карьеру спортсменки, уступив место в сборной молодым немецким горнолыжницам. В течение своей спортивной карьеры Бер в общей сложности 22 раза попадала в десятку сильнейших на этапах Кубка мира, в том числе пять раз поднималась на пьедестал почёта. Является, помимо всего прочего, семикратной чемпионкой Западной Германии по горнолыжному спорту.
Впоследствии вышла замуж за Кристиана Кнаута, директора по маркетингу и коммуникациям Международной федерации лыжного спорта (FIS). Сама некоторое время работала в FIS техническим делегатом, давала уроки по горнолыжному спорту.